# Eva Lin
Eva Lin (Manila, 4 maggio 1985) è un'ex attrice pornografica transessuale filippina naturalizzata statunitense.

## Biografia e carriera pornografica
Nata nelle Filippine a 9 anni si è trasferita negli Stati Uniti, dove è stata cresciuta dai nonni a San Francisco. All'età di 21 anni, Lin ha lavorato come barista e ballerina esotica in un nightclub per transessuali a San Francisco, in California. Lì ha incontrato l'attrice Yasmin Lee che l'ha introdotta nell'industria pornografica dove ha fatto il suo debutto ufficiale nel maggio 2011 a 26 anni. Ha iniziato a esibirsi nel settore dell'intrattenimento per adulti e si è rapidamente riconosciuta per le sue prestazioni estreme per aziende come Kink.com e Grooby Productions. 
Tra il 2013 e il 2014 ha ottenuto il premio come miglior attrice transessuale sia agli AVN che agli XBIZ Awards. Sempre in quest'ultimo anno ha firmato un contratto con la casa di produzione Trans500. Dal 2017 non ha più girato nessuna scena per cui la sua carriera si è conclusa, con 1 AVN e XBIZ Awards e oltre 100 film.

## Riconoscimenti
- AVN Awards
  - 2014 – Transsexual Performer of the Year[7]
- XBIZ Awards
  - 2013 – Transexual Performer of the Year[8]
- Tranny Awards
  - 2012 – Best Website Model Hardcore[9]
  - 2012 – Best New Face[9]
  - 2012 – Hottest Scene per Ts Domination con Honey Foxxx e Sebastian Keys[9]